# Hermann Broch

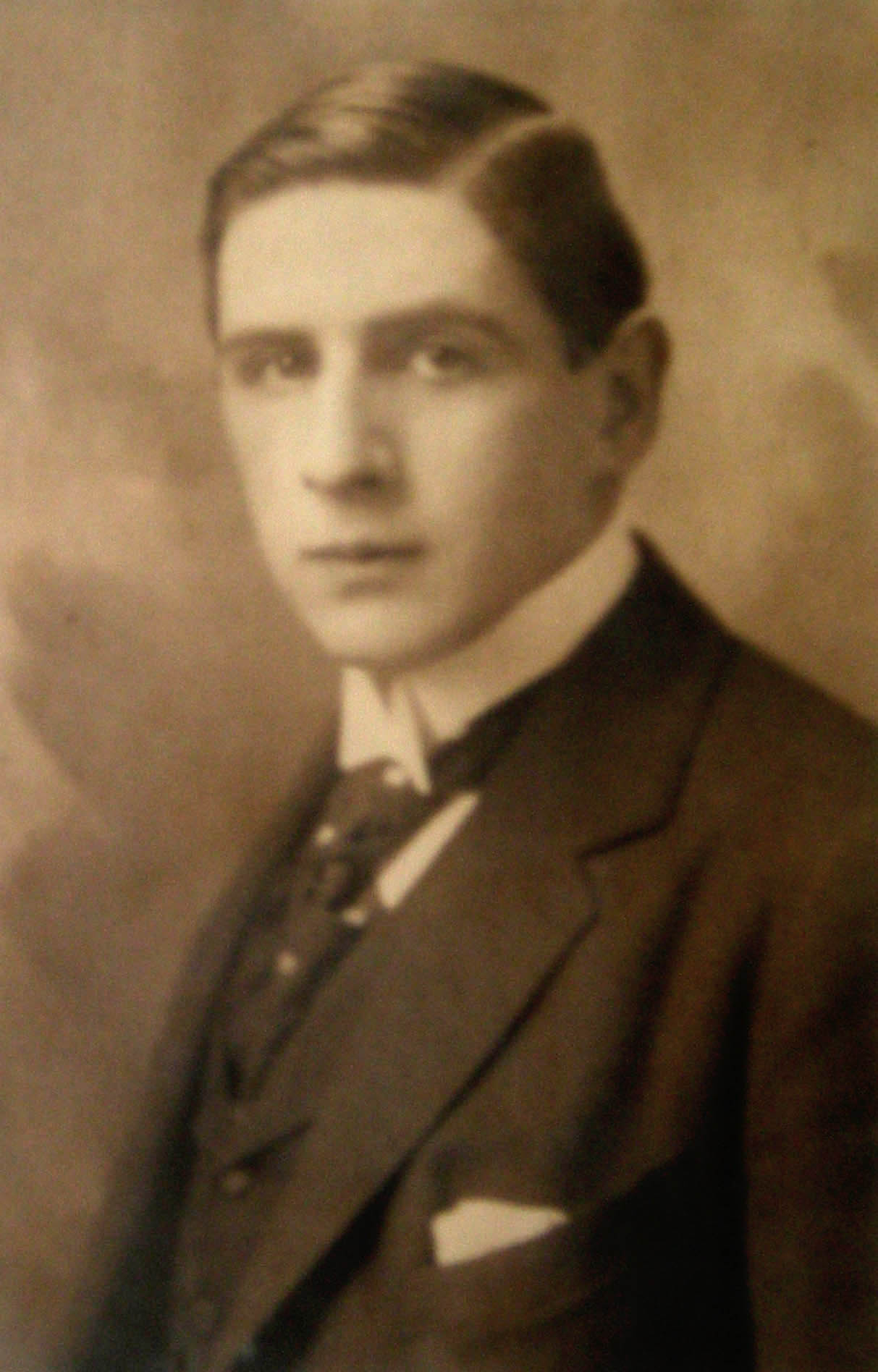
Hermann Broch (1909)

Hermann Broch (* 1. November 1886 in Wien, Österreich-Ungarn; † 30. Mai 1951 in New Haven, Connecticut) war ein österreichischer Schriftsteller. Mit der Romantrilogie Die Schlafwandler zum Zerfall der Werte und der Persönlichkeit verfasste er Anfang der 1930er-Jahre eines der wichtigsten Werke des europäischen modernen Romans. In der Emigration setzte sich Broch mit politischen Themen wie Menschenrechten, Totalitarismus und Ökonomismus auseinander, die er „Totalwirtschaft“ nannte. Thomas Mann schlug ihn 1950 für den Literaturnobelpreis vor.

## Leben
Hermann Broch, Sohn von Josef Broch (1852–1933) und Johanna (1863–1942; geb. Schnabel), studierte nach der Matura in der Oberrealschule auf der Schottenbastei Textiltechnik an der Technischen Hochschule in Wien sowie Textilmaschinenbau in Mülhausen. Danach trat er 1907 in die väterliche Textilfabrik in Teesdorf bei Wien ein. 1909 konvertierte er vom Judentum zum Katholizismus und heiratete Franziska von Rothermann; die Ehe wurde 1923 geschieden. 1917 begann Broch daneben eine leidenschaftliche Liebesbeziehung mit Ea von Allesch; nach seiner Scheidung zog er zu ihr in ihre Wohnung, die Beziehung dauerte bis 1927. In der Künstlerszene von Wien kam er auch mit dem Dichterpropheten Gusto Gräser in Berührung, der in der Folge das Urbild abgab für die Gestalt des „Imkers“ in den 'Schuldlosen'. Die Begegnung mit diesem besitzlosen Wanderer und Wanderlehrer, dem „Aussteiger par excellence“ (Lützeler), dürfte ihn bewegt haben, seine Direktorenstelle aufzugeben und sich der Philosophie und der Dichtung zuzuwenden. Nach dem Verkauf der Fabrik (1927) studierte er Mathematik, Philosophie und Physik an der Universität Wien und wurde danach freier Schriftsteller.
Nach dem „Anschluss“ an das nationalsozialistische Deutsche Reich wurde er noch am 13. März 1938 von selbsternannten Ordnungskräften für 18 Tage im Bezirksgefängnis Bad Aussee inhaftiert. James Joyce und Stephen Hudson halfen, ein Visum für Großbritannien zu besorgen, wo Broch am 24. Juli eintraf. Mit Unterstützung von Thomas Mann und Albert Einstein konnte er in die USA emigrieren. Am 9. Oktober 1938 traf er in New York ein.
1949 heirateten Hermann Broch und die Malerin Annemarie Meier-Graefe (geb. Epstein; 1905–1994), Witwe des Kunsthistorikers Julius Meier-Graefe, die er bereits 1937 in Wien kennengelernt hatte.

## Werk
Sein Schaffen ist durch die Einführung neuer Stilelemente (z. B. innerer Monolog) sowie durch die Reflexion wissenschaftlicher Erkenntnisse, Forschungen oder Träume in seinem Werk gekennzeichnet. Er befasste sich u. a. intensiv mit James Joyce, über den er den Essay James Joyce und die Gegenwart (1935) schrieb.
In der Romantrilogie Die Schlafwandler (1930/32) stellte er den Zerfall der Werte und der Persönlichkeit dar. Broch zeigt typische Reaktionen auf den Religions- und Sinnverlust der modernen Gesellschaft. Im ersten Teil der Trilogie (Pasenow oder die Romantik) wird die romantisch-nostalgische Sicht (bei Leugnung der faktischen Realität) gestaltet; im zweiten Teil (Esch oder die Anarchie) taumelt der Held orientierungslos von einem Wertesystem ins andere, ohne für seine religiösen Sehnsüchte einen Halt finden zu können; der dritte Teil (Huguenau oder die Sachlichkeit) führt ein sachlich-zynisches Verhalten vor Augen: alle Wertsysteme werden der obersten Maxime des kommerziellen Gewinns untergeordnet. Das Buch gehört zu den wichtigsten Werken des europäischen modernen Romans und wird oft in eine Reihe gestellt mit Joyce’ Ulysses, Heinrich Manns Kaiserreich-Trilogie, Thomas Manns Zauberberg, Döblins Berlin Alexanderplatz, Musils Mann ohne Eigenschaften, Dos Passos’ Manhattan Transfer und Gides Les Faux-monnayeurs. Es ist in seinem Anspielungsreichtum, seiner Vielschichtigkeit und dichterischen Symbolstärke immer wieder eine Herausforderung für die Interpreten. Galt der Roman, der Brochs erfolgreichstes und international verbreitetstes Werk ist, lange Zeit als typisches Buch der Klassischen Moderne, so betont die jüngere Forschung zunehmend auch die Anklänge an postmoderne Schreibweisen.
Diesem Erstlingswerk ließ Broch einen kleineren Roman mit dem Titel Die Unbekannte Größe (1933) folgen. Dort werden Fragen der rationalen Lebensbewältigung in einer irrationalen Welt diskutiert, wobei die Umbrüche in der theoretischen Physik der 1920er Jahre und neue Erkenntnisse in der Mathematik (mit beiden Wissensbereichen war Broch vertraut) eine große Rolle spielen.
Zu den Arbeiten der frühen 30er Jahre gehören auch Brochs Dramen: die Tragödie Die Entsühnung (soziale Konflikte zur Zeit der Weimarer Republik) und die Komödie Aus der Luft gegriffen oder Die Geschäfte des Baron Laborde. In beiden werden die tragischen bzw. komischen Aspekte einer Gesellschaft geschildert, die unter die Dominanz ökonomischer Mächte geraten ist. Brochs lyrisches Werk aus den dreißiger Jahren, im Zusammenhang mit der zeitgenössischen Naturlyrik zu sehen, blieb bisher weitgehend unbeachtet.
Im nie ganz abgeschlossenen sogenannten Bergroman (von Broch vorgeschlagener Titel: Demeter oder die Verzauberung) beschrieb Broch den Einbruch einer irrationalen Macht in ein alpines Bergdorf, der zu Ritualmord und Massenwahn führt. Das Buch, dessen erste Fassung Ende 1935 abgeschlossen wurde, ist ein Beispiel des symbolisch-parabelhaften antifaschistischen Romans der dreißiger Jahre. Das Buch enthält neben der politischen auch eine mythisch-religiöse Ebene. „Mutter Gisson“, die Gegenfigur zum diktatorischen „Marius Ratti“, trägt Demeterzüge. Die Figur des „Weltverbesserers“ Ratti ist ebenso wie die des mythischen Imkers Lebrecht Endeguth in Die Schuldlosen von dem „Wanderlehrer“ und Dichter Gusto Gräser inspiriert, der 1910 in Brochs Wiener Freundeskreis auftrat. „Gräser war der Aussteiger par excellence“ (Lützeler). Seit dieser Zeit beherrscht das Aussteigerthema das dichterische und essayistische Werk von Broch.
Die Arbeit an dem Roman hatte Broch 1936/37 unterbrochen, um seine Völkerbund-Resolution zu schreiben. Damit wollte er den Völkerbund aufrufen, sich für die Verteidigung der Menschenwürde und der Menschenrechte einzusetzen, um dem Totalitarismus Hitlers und Stalins Einhalt zu gebieten. Broch versuchte eine Reihe humanitärer Organisationen zur Unterstützung der Resolution zu gewinnen, doch gelang ihm das nicht. Er griff im amerikanischen Exil bei seinen Arbeiten zu den internationalen Menschenrechten auf diese Resolution zurück, die er damals nicht veröffentlicht hatte.
Broch schrieb insgesamt drei Fassungen des Bergromans. Die erste, die Rohfassung, war 1935 fertiggestellt. Heinrich Eduard Jacob (1889–1967) hatte das Typoskript auf seinem Weg in die Emigration im Juli 1939 in London von Stefan Zweig (1881–1942) übernommen und nahm es mit nach New York. Am 16. August 1939 händigte Jacob das Manuskript an Broch aus. Das Fragment der zweiten Fassung des Romans, an der der Autor mit Unterbrechungen von 1936 bis 1938 gearbeitet hatte, war Frank Thiess vor Brochs Flucht aus Österreich übergeben worden. Thiess schickte es noch im Sommer 1938 über die Schweiz an Broch, der damals zwei Monate lang bei seinen Übersetzern Edwin und Willa Muir in St. Andrews/Schottland lebte. Schließlich nahm Broch die Arbeit an dem Stoff 1951 noch einmal auf, ohne sie jedoch beenden zu können. Der Roman wurde erstmals 1953 von Felix Stössinger – philologisch höchst anfechtbar – unter Verwendung dieser drei Fassungen, von denen Broch die ersten beiden verworfen hatte, als Band 4 der Gesammelten Werke (Rhein-Verlag Zürich) aus dem Nachlass herausgegeben, Titel Der Versucher. Die erste Fassung erschien 1967 unter dem Titel Die Verzauberung. Sie gab Barbara Frischmuth die Anregung zu ihrer Demeter-Trilogie.
1937 entstand (als Rundfunksendung) die erste Novellen-Fassung des späteren Vergil-Romans mit dem Titel Die Heimkehr des Vergil. Als Broch im März 1938 in Haft genommen wurde, arbeitete er bereits an der dritten Fassung dieser Novelle unter dem Arbeitstitel Erzählung vom Tode. Erst im amerikanischen Exil arbeitete er das Projekt zu einem umfangreichen Roman aus (Der Tod des Vergil, 1945). Broch zog darin eine „Parallele zwischen der kulturellen Umbruchszeit des Augusteischen Zeitalters und seiner Gegenwart“. Wie damals, meinte Broch, ging eine alte Kultur zu Ende, und die Konturen einer neuen (mit einem wiederkehrenden religiösen Zentrum) deuteten sich an. In den Monologen des sterbenden Vergil rechnet er mit der Kultur der untergehenden Epoche ab. Seine Traumvisionen durchschweben Bilder, die ihn in seiner Hoffnung auf den Beginn einer neuen Menschheitsepoche bestärken. Was den Stil des Buches betrifft, so wechseln Szenen von derber Realistik (Schilderung der „Elendsgasse“) mit politischen Diskussionen (Gespräch mit Kaiser Augustus) und hymnisch-lyrischen Passagen (Schicksals-Elegien und Traumsequenzen) ab. Die Gestapo-Haft hatte Broch unmittelbar in seiner Existenz bedroht. Es war ein Zustand, so schrieb er, „der mich zwingender und zwingender zur Todesvorbereitung, zu sozusagen privater Todesvorbereitung nötigte. Zu einer solchen entwickelte sich die Arbeit am Vergil …“
Es war vor allem eine innere psychische Arbeit, die Broch hatte leisten müssen, um die Lebensbedrohungen zu bewältigen, die er – selbst mit Hilfe einer langen Psychoanalyse – nicht hatte abwenden können. Psychologische Überlegungen zu diesem überwältigenden Werk haben versucht, die Wege dieser intrapsychischen Arbeit nachzuzeichnen, die schließlich zur Individuation des Protagonisten führen (Aniela Jaffé). Einen Prozess der inneren Reifung beschreibt auch der Psychoanalytiker Gerhard Dahl, wenn Broch in seinem Roman an dem Protagonisten Vergil gleichnishaft den Zusammenbruch der Abwehr von prägenitalen Ängsten darstellt (die „Elendsgasse“ als Symbol archaischer Ängste in der Urszene), ein Zusammenbruch, der zugleich auch „stufenweise“ einen Entwicklungsprozess ermöglicht. Der Tod muss am Ende des Romans nicht mehr als unzumutbare Kränkung des Narzissmus erlebt werden, sondern kann als glückliche Vereinigung mit der All-Mutter (Die Heimkehr) phantasiert werden.
Im amerikanischen Exil gehörten Thomas Mann und Albert Einstein zu seinen Freunden. Beide bestärkten Broch darin, seine bereits in Österreich begonnenen Arbeiten zu einer Massenpsychologie (vergleiche seine Massenwahntheorie) weiter zu verfolgen. Diese große Arbeit blieb fragmentarisch und wurde erst nach seinem Tod aus seinem Nachlass veröffentlicht. Während der Emigrationszeit setzte Broch sich auch intensiv mit Fragen der Demokratie, des Totalitarismus, der „Totalwirtschaft“ (vgl. Ökonomismus) und der internationalen Menschenrechte auseinander, Themen, zu denen er Aufsätze schrieb, die noch heute aktuell sind.
Zu seinen essayistischen Glanzleistungen gehört das Buch Hofmannsthal und seine Zeit, an dem er vor allem in den Jahren 1947 und 1948 schrieb. Darin analysiert er die Kultur des alten Österreichs im späten 19. Jahrhundert, die Zeit des Liberalismus und der Wiener Moderne, wobei er den Begriff der „fröhlichen Apokalypse“ prägte. Hofmannsthals Leben und Werk wird vor dem Hintergrund dieser untergehenden Kultur konturiert. Broch vergleicht Hofmannsthals Werk mit dem von Karl Kraus und macht deutlich, dass seine Sympathie der Absolut-Satire von Kraus gilt.
Kurz vor seinem Tod erschien 1950 sein letzter Roman Die Schuldlosen. In diesem Roman in elf Erzählungen sichtet er die Jahrzehnte zwischen 1913 und 1933 in Deutschland zeitkritisch. Das Buch enthält die legendäre Geschichte der Magd Zerline, die Hannah Arendt bei Erscheinen des Romans eine der schönsten Liebesgeschichten der Weltliteratur nannte. Als Einakter in Paris seit 1986 mit Jeanne Moreau in der Hauptrolle aufgeführt, erlangte die Geschichte Weltruhm.

## Rezeption
In seinem Todesjahr wurde Broch von einigen Freunden und literarischen Gesellschaften für den Nobelpreis vorgeschlagen. Zu den zahlreichen Intellektuellen, die Brochs Werk schätzten und über ihn geschrieben haben, zählen Maurice Blanchot, Erich von Kahler, Hannah Arendt, Günther Anders, George Steiner, Villy Sørensen, Milan Kundera, Elias Canetti. In Thomas Bernhards Roman Auslöschung ist Brochs Esch oder Die Anarchie eines von fünf Büchern, die der Erzähler seinem Schüler empfiehlt.

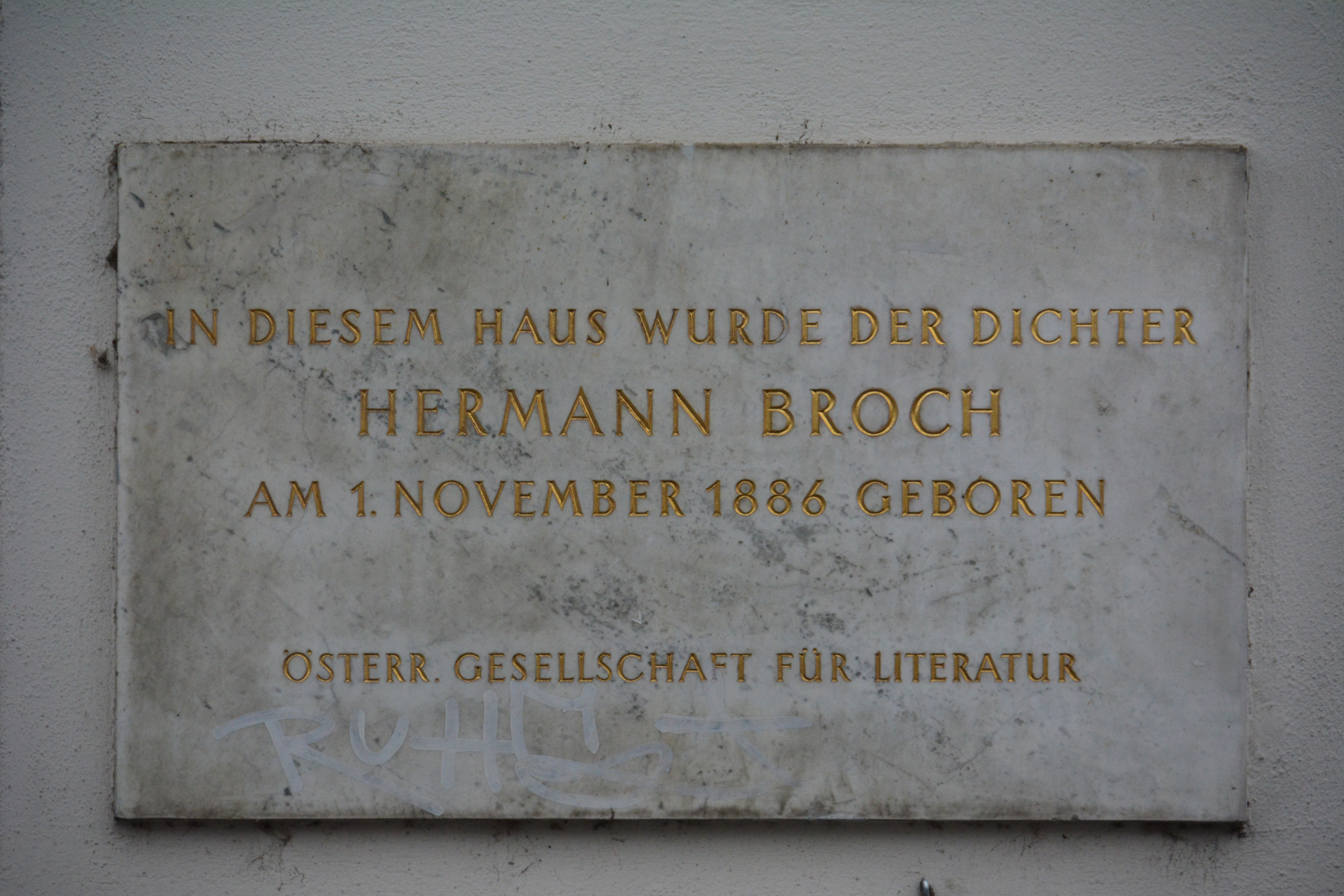
Gedenktafel für Hermann Broch

## Ehrungen und Auszeichnungen
- 1942: Literaturpreis der Amerikanischen Academy of Arts and Letters
- 1941: Guggenheimpreis
- 1942 und 1944: Preis der Rockefeller-Stiftung an der Princeton University
- 1962: Enthüllung einer Gedenktafel an seinem Geburtshaus in Wien 1, Franz-Josefs-Kai 37 (26. April)
- 1970: In Wien-Meidling (12. Bezirk) wurde die Hermann-Broch-Gasse nach ihm benannt.

## Gesamtausgaben
Hermann Broch: Gesammelte Werke. 10 Bände. Rhein-Verlag, Zürich 1952–1961, DNB 450630471.
- Band 1: Gedichte. Mit 9 Bildern und 2 Handschriftenproben des Autors. Hrsg. und eingel. von Erich Kahler. 1953 (262 S.).
- Band 2: Die Schlafwandler. Eine Romantrilogie. 1952 (686 S.).
- Band 3: Der Tod des Vergil. 1952 (540 S.).
- Band 4: Der Versucher. Roman. Aus dem Nachlass hrsg. und mit einem Nachw. vers. von Felix Stössinger. 1953 (598 S.).
- Band 5: Die Schuldlosen. Roman in elf Erzählungen. Mit einer Einl. von Hermann J. Weigand. 1954 (368 S.).
- Band 6: Essays I. Dichten und Erkennen. Hrsg. und eingel. von Hannah Arendt. 1955 (362 S.).
- Band 7: Essays II. Erkennen und Handeln. Hrsg. und eingel. von Hannah Arendt. 1955 (298 S.).
- Band 8: Briefe. Von 1929 bis 1951. Hrsg. und eingel. von Robert Pick. 1957 (458 S.).
- Band 9: Massenpsychologie. Schriften aus dem Nachlass. Hrsg. und eingel. von Wolfgang Rothe. 1959 (442 S.). [Rez. Hermann Mörchen]
- Band 10: Die unbekannte Größe und frühe Schriften mit den Briefen an Willa Muir. Hrsg. und eingel. von Ernst Schönwiese. Die Briefe an Willa Muir wurden mit einem Vorw. hrsg. von Eric W. Herdt. 1961 (424 S.).

Hermann Broch: Kommentierte Werkausgabe. 13 in 17 Bänden. Hrsg. von Paul Michael Lützeler. Suhrkamp, Frankfurt am Main 1974–1981, DNB 550460373.
- Band 1: Die Schlafwandler. Eine Romantrilogie. 1978 (760 S.).
- Band 2: Die unbekannte Größe. 1977 (258 S.).
- Band 3: Die Verzauberung. 1976 (416 S.).
- Band 4: Der Tod des Vergil. 1976 (520 S.).
- Band 5: Die Schuldlosen. Roman in elf Erzählungen. 1974 (352 S.).
- Band 6: Novellen, Prosa, Fragmente. 1980 (358 S.).
- Band 7: Dramen. 1979 (426 S.).
- Band 8: Gedichte. 1980 (232 S.).
- Band 9.1: Schriften zur Literatur I. Kritik. 1975 (422 S.).
- Band 9.2: Schriften zur Literatur II. Theorie. 1975 (318 S.).
- Band 10.1: Philosophische Schriften I. Kritik. 1977 (312 S.).
- Band 10.2: Philosophische Schriften II. Theorie. 1977 (332 S.).
- Band 11: Politische Schriften. 1978 (516 S.).
- Band 12: Massenwahntheorie. Beiträge zu einer Psychologie der Politik. 1979 (582 S.).
- Band 13.1: Briefe 1913–1938. Dokumente und Kommentare zu Leben und Werk. 1981 (508 S.).
- Band 13.2: Briefe 1938–1945. Dokumente und Kommentare zu Leben und Werk. 1981 (474 S.).
- Band 13.3: Briefe 1945–1951. Dokumente und Kommentare zu Leben und Werk. 1981 (636 S.).

## Hörspielbearbeitungen
- Die Schlafwandler: 2007 bis 2009 produzierte der Bayerische Rundfunk die Romantrilogie Die Schlafwandler als zwölfteiliges Hörspiel.
  - 1888 Pasenow oder die Romantik. Mit: Jürgen Hentsch, Wolfram Koch, Werner Wölbern, Jürgen Holtz, Luise Deschauer, Linda Olsansky. Bearbeitung, Komposition und Regie: Klaus Buhlert. BR 2007.
  - 1903 Esch oder die Anarchie. Mit: Manfred Zapatka, Werner Wölbern, Bernhard Schütz, Sabine Orléans, Caroline Ebner, Thomas Loibl, Thiemo Schwarz, Stephan Zinner, Rainer Galke, Samuel Finzi, Jens Harzer, Stefan Wilkening. Bearbeitung und Regie: Klaus Buhlert. BR/HR 2008.
  - 1918 Huguenau oder die Sachlichkeit. Mit: Peter Kurth, Samuel Finzi, Hanns Zischler, Werner Wölbern, Jens Harzer, Cristin König, Jürgen Holtz, Milan Peschel, Bernhard Schütz, Manfred Zapatka, Wolfram Koch, Sabine Orléans, Jeanette Spassova, Felix von Manteuffel. Bearbeitung, Komposition und Regie: Klaus Buhlert. BR 2009.
- Die Erzählung der Magd Zerline. Dauer 71 Min. Mit: Maria Becker und Klaus Zehelein, Musik: Pius Kölliker, Bearbeitung und Regie: Christian Jauslin, Produktion: DRS 1987.[16]